# Organizacja Specjalnych Akcji Bojowych

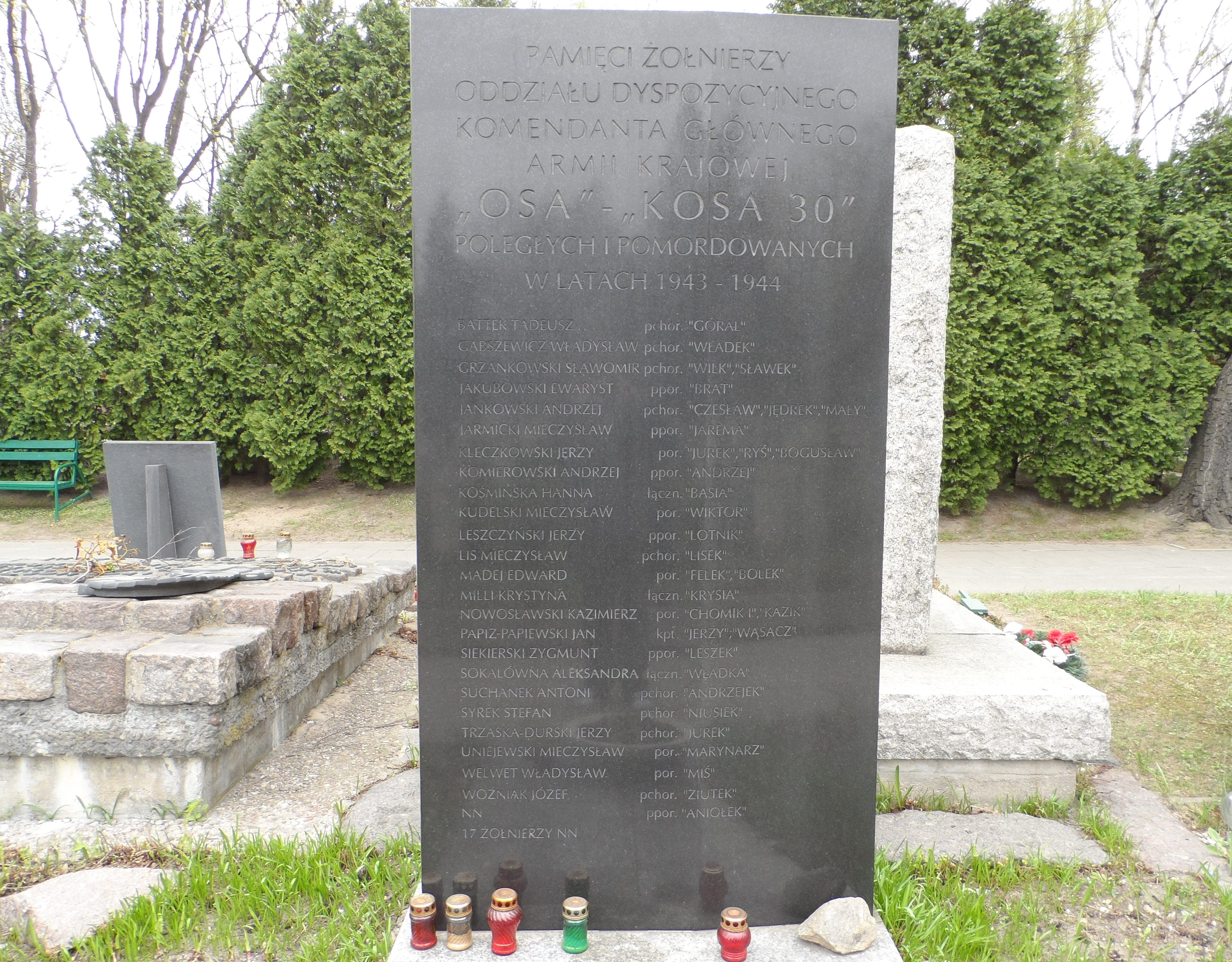
Tablica na wojskowych Powązkach, upamiętniająca poległych i pomordowanych żołnierzy „Osy”-„Kosy 30”

Organizacja Specjalnych Akcji Bojowych („Osa”-„Kosa 30”) – oddział Armii Krajowej do zadań specjalnych, istniejący od maja 1942 roku do lipca 1943 roku.
„Osa” była głęboko zakonspirowanym oddziałem dyspozycyjnym Komendanta Głównego AK i przeprowadzała akcje bojowe na jego bezpośredni rozkaz. Początkowo zasięg jej działania obejmował Generalne Gubernatorstwo. W grudniu 1942 roku został rozszerzony na terytorium III Rzeszy. Do zadań oddziału należały likwidacja wysokich rangą dygnitarzy nazistowskich oraz prowadzenie „wielkiej dywersji”. W lutym 1943 roku „Osa” została włączona do struktur Kierownictwa Dywersji, a jej nazwę zmieniono na „Kosa 30”. Zachowała jednak strukturę, niemal niezmieniony skład osobowy oraz duży stopień autonomii.
Żołnierze „Osy”-„Kosy 30” przeprowadzili szereg akcji bojowych m.in. nieudaną próbę likwidacji Wyższego Dowódcy SS i Policji w Generalnym Gubernatorstwie Friedricha Wilhelma Krügera oraz zamachy bombowe w Berlinie i we Wrocławiu. Oddział został rozbity po aresztowaniu 5 czerwca 1943 roku przez Gestapo jego kilkudziesięciu żołnierzy, którzy byli obecni na ślubie kolegi w warszawskim kościele św. Aleksandra.

## Charakter i zadania oddziału
Organizacja Specjalnych Akcji Bojowych („Osa”) została utworzona w maju 1942 roku. Była bezpośrednio podporządkowana Komendantowi Głównemu Armii Krajowej i wykonywała akcje bojowe na jego rozkaz. Charakter przydzielonych jednostce zadań wymuszał zachowanie szczególnych środków konspiracji. Tomasz Strzembosz podkreślał, że „Osa” nie była typowym oddziałem wydzielonym, lecz raczej „autonomiczną organizacją”, odseparowaną od innych struktur AK oraz działającą niezależnie od Związku Odwetu i innych oddziałów odpowiedzialnych za „walkę bieżącą”.
Zasięg działania oddziału obejmował całe Generalne Gubernatorstwo, a od grudnia 1942 roku także przedwojenne terytorium Niemiec i ziemie polskie wcielone do Rzeszy. „Osie” powierzano zadania o specjalnym znaczeniu, takie jak likwidacja wysokich rangą dygnitarzy nazistowskich i szczególnie okrutnych przedstawicieli aparatu okupacyjnego, czy prowadzenie „wielkiej dywersji”.
22 stycznia 1943 roku Komendant Główny AK gen. Stefan Rowecki ps. „Grot” wydał rozkaz nr 84, w którym nakazywał „uporządkowanie odcinka walki czynnej”. Jednym ze skutków tego rozkazu było włączenie „Osy” do struktur Kierownictwa Dywersji (Kedywu). Formalnie stało się to z dniem 1 marca 1943 roku, choć Tomasz Strzembosz przypuszczał, że w rzeczywistości przeniesienie nastąpiło już w lutym tegoż roku. „Osa” stanowiła odtąd jeden z trzech podstawowych oddziałów dyspozycyjnych Kedywu (obok jednostek „Motor 30” i „Liga 30”). Niedługo później zmieniła także nazwę na „Kosa 30”. Oddział zachował jednak dotychczasową strukturę, niemal niezmieniony skład osobowy oraz dotychczasowy duży stopień autonomii. Rola dowódcy oddziałów dyspozycyjnych Kedywu, formalnie przełożonego „Kosy 30”, sprowadzała się w praktyce do funkcji koordynatora.
W polskiej historiografii Organizacja Specjalnych Akcji Bojowych zazwyczaj występuje pod podwójną nazwą „Osa”-„Kosa 30”. Jednostkę tę należy przy tym odróżniać od tzw. grupy „Kosy”, czyli jednego z trzech oddziałów dyspozycyjnych Kedywu Okręgu Warszawskiego AK, którym dowodził por. Ludwik Witkowski ps. „Kosa” (od maja 1944 – „oddział dyspozycyjny B”).

## Skład osobowy i struktura organizacyjna

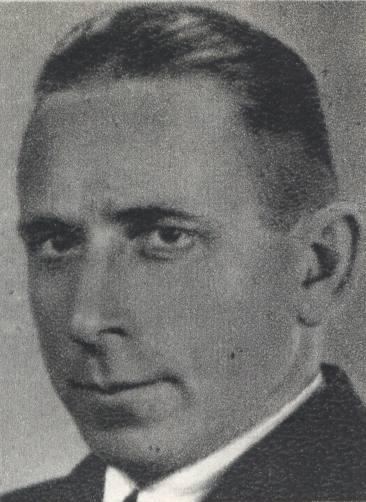
Mieczysław Kudelski ps. „Wiktor”. Szef sztabu „Osy”-„Kosy 30”

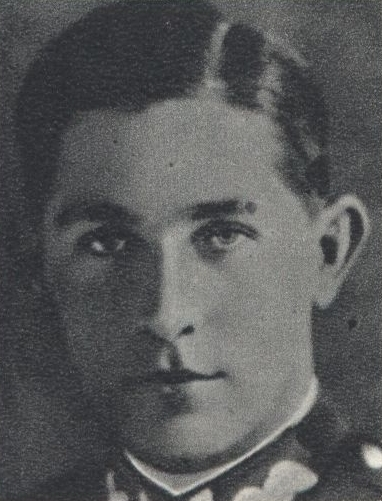
Jerzy Kleczkowski ps. „Jurek”, dowódca zespołu warszawskiego

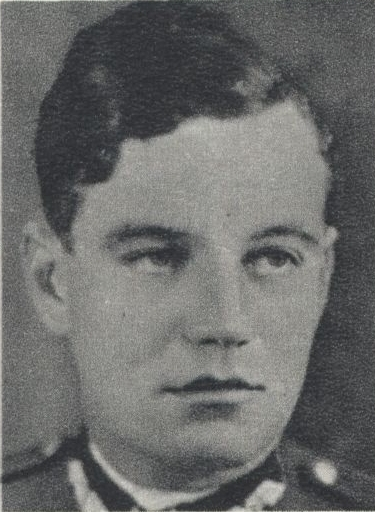
Edward Madej ps. „Felek”, dowódca zespołu krakowskiego

Twórcą i komendantem „Osy”-„Kosy 30” był ppłk. Józef Szajewski ps. „Philips”. I zastępcą komendanta (szefem operacyjnym) był por. Zdzisław Pacak-Kuźmirski ps. „Andrzej”, którego zastąpił później por. Jan Papieski vel Papis ps. „Jerzy”. Stanowisko II zastępcy komendanta, a zarazem szefa sztabu oddziału, piastował por. Mieczysław Kudelski ps. „Wiktor”. W pierwszych miesiącach 1943 roku do ścisłego sztabu „Osy”-„Kosy 30” dołączyło jeszcze trzech oficerów: ppor. Aleksander Kunicki ps. „Rayski” (szef komórki wywiadowczej), por. rez. Ewaryst Jakubowski ps. „Brat” (oficer techniczny, cichociemny) oraz N.N. por. rez. „Roman” (referent Biura Studiów). Funkcję łączniczek sztabu pełniły kolejno Irena Klimesz ps. „Bogna” oraz Aleksandra Sokal ps. „Władka”.
Mniej więcej do końca listopada 1942 roku Organizacja Specjalnych Akcji Bojowych dzieliła się organizacyjnie na dwa ośrodki bojowe (zespoły): warszawski i krakowski. W grudniu 1942 roku utworzono dodatkowo trzeci zespół (kryptonim „Zagra-Lin”), którego zadaniem było prowadzenie dywersji na terytorium III Rzeszy. Wszystkie trzy zespoły w zasadniczo niezmienionym kształcie funkcjonowały także po włączeniu oddziału w skład Kedywu.
- ośrodkiem krakowskim (kryptonim „Kosa Kra w Gobelinie”)[e] dowodził por. Edward Madej ps. „Felek”, „Bolek”, „Bogusław Bolesław”. Według Aleksandra Kunickiego w szeregach zespołu krakowskiego służyło sześciu żołnierzy[15]. Po nieudanym zamachu na SS-Obergruppenführera Friedricha Wilhelma Krügera większość z nich ewakuowano do Warszawy, na skutek czego zespół przestał istnieć[16].
- ośrodkiem warszawskim (kryptonim „Kosa Kra w Linie”)[f] dowodził ppor. Jerzy Kleczkowski ps. „Jurek”, „Ryś”, „Bogusław Jan”[17]. W 1942 roku zespół składał się z około 30 żołnierzy i był podzielony na kilkuosobowe patrole, którymi dowodzili: ppor. „Jurek” (jednocześnie dowódca ośrodka), por. MW Mieczysław Uniejewski ps. „Marynarz”, „Bogusław Marynarz”, ppor. Kazimierz Nowosławski ps. „Chomik I” i inni[10]. Z kolei wiosną 1943 roku w szeregach zespołu warszawskiego znajdowało się około 20 żołnierzy, w większości podchorążych. W tym okresie zespół był też podzielony na trzy patrole, którymi dowodzili wspomniani ppor. „Jurek” i por. „Marynarz” oraz ppor. Władysław Welwet ps. „Miś”, „Bogusław Miś”[18].
- zespołem „Zagra-Lin” (skrót od „Kosa Zagra w Linie”)[g] dowodził por. Bernard Drzyzga ps. „Jarosław”, „Bogusław Jarosław”, „Kazimierz 30”[15][19]. Pod jego komendą służyło 18 żołnierzy[20]. Były to zazwyczaj osoby doskonale znające język niemiecki oraz stosunki panujące w III Rzeszy[21]. Siedzibą „Zagra-Linu” była Warszawa. Dysponował także komórkami w Bydgoszczy i Kaliszu, a przejściowo również komórką w Rydze[22].

Według Przemysława Wywiała sekcje „Osy”–„Kosy 30” działały również w Lublinie i we Lwowie.
Zachowane dokumenty finansowe Kedywu pozwalają w dużym przybliżeniu określić liczebność „Osy”-„Kosy 30”. Wynika z nich, że w kwietniu 1943 roku w szeregach oddziału służyło 44 żołnierzy, natomiast w czerwcu tego samego roku jego liczebność wynosiła około 51–55 żołnierzy. Sześć osób zaliczano do ścisłego sztabu oddziału (komendant, zastępca komendanta, szef sztabu, dowódcy trzech zespołów), co oznacza, że na jednostki bojowe przypadało od 45 do 49 żołnierzy. Z tej liczby prawdopodobnie sześciu żołnierzy służyło w zespole krakowskim, a kolejnych 39–43 żołnierzy w „Zagra-Linie” i zespole warszawskim.
W szeregach oddziału służyła przede wszystkim starsza młodzież oraz osoby w sile wieku, zazwyczaj zawodowi wojskowi. Charakterystyczną cechą składu osobowego „Osy”-„Kosy 30” była obecność licznych jeńców zbiegłych z niemieckiej niewoli. Kluczowe stanowiska dowódcze zajmowali uciekinierzy z Oflagu II C w Woldenbergu: Zdzisław Pacak-Kuźmirski, Bernard Drzyzga, Jerzy Kleczkowski, Edward Madej, Kazimierz Nowosławski i Mieczysław Uniejewski. W szeregach oddziału znalazł się także uciekinier z obozu koncentracyjnego Auschwitz-Birkenau, Stanisław Jaster ps. „Hel”.
Wszyscy dowódcy zespołów i patroli bojowych występowali pod wspólnym pseudonimem „Bogusław”. Prawdopodobnie symbolizował on oficerski kolektyw wykonawczy oddziału.

## Ważniejsze akcje

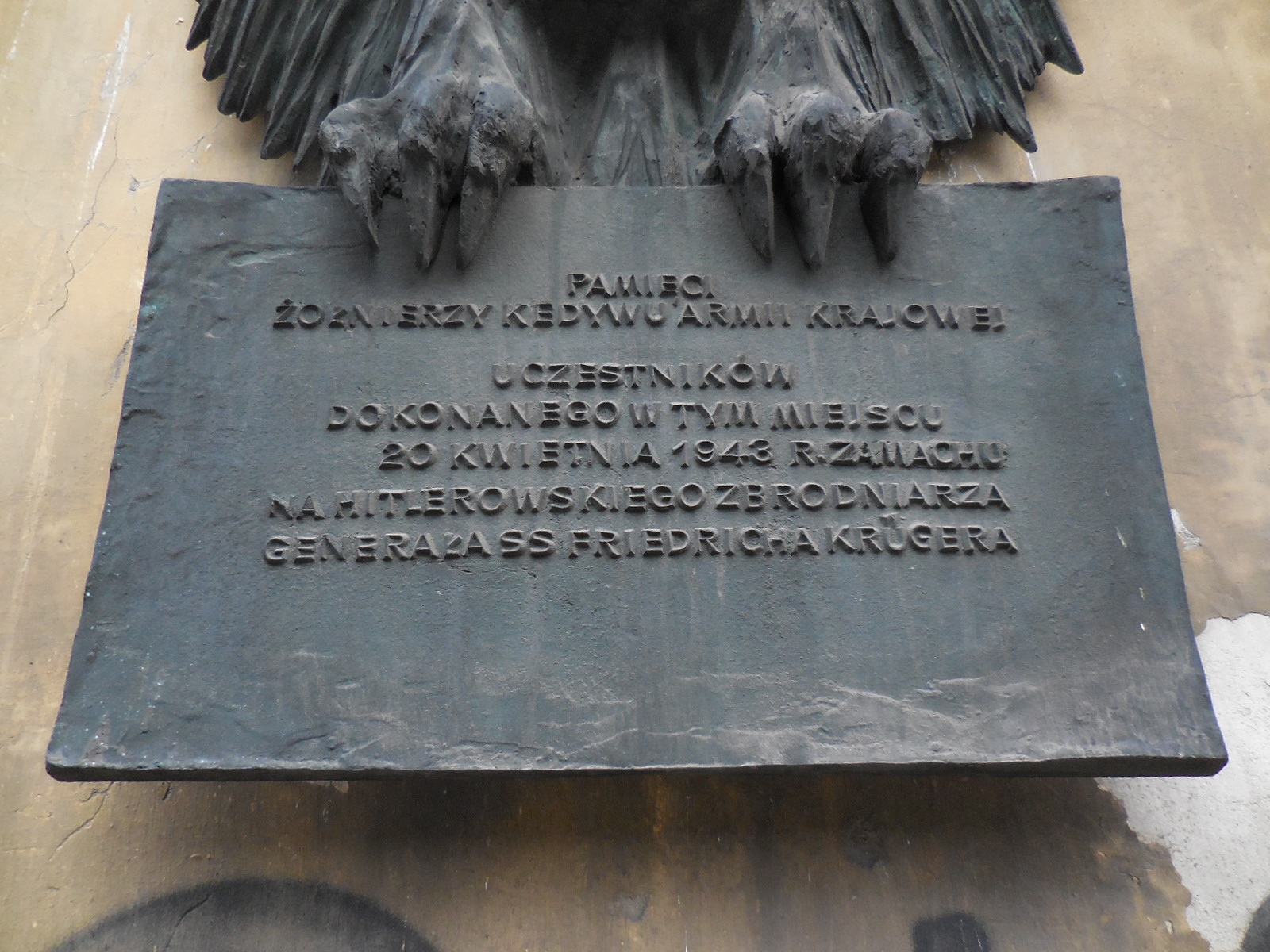
Tablica przy al. Krasińskiego 13 w Krakowie, upamiętniająca uczestników zamachu na Friedricha Wilhelma Krügera

Organizacja Specjalnych Akcji Bojowych istniała ponad rok i w tym okresie przeprowadziła szereg akcji bojowych na terenie Generalnego Gubernatorstwa, III Rzeszy i Komisariatu Rzeszy Wschód. Wśród nich wymienić można (w porządku chronologicznym):
- zamach bombowy na peronie podziemnej stacji kolejki miejskiej S-Bahn przy Friedrichstraße w Berlinie, przeprowadzony przez żołnierzy „Zagra-Linu” (24 lutego 1943)[h]. Informatorzy AK donieśli, że wskutek wybuchu zginęło 36 osób, a 78 osób odniosło rany[29][30]. Niemiecka prasa informować miała z kolei o pięciu zabitych[31].
- Zamach bombowy na dworcu kolejowym Friedrichstrasse w Berlinie (10 kwietnia 1943). Podłożona przez żołnierzy „Zagra-Linu” bomba wybuchła w momencie, gdy przy peronie zatrzymały się dwa pociągi z urlopowanymi żołnierzami Wehrmachtu. Zginęło 14 osób, a 60 osób odniosło rany[32].
- Likwidacja Hugo Dietza, kierownika grupy „D” w warszawskim Arbeitsamcie (pol. Urzędzie Pracy), a zarazem szefa Arbeitsamtu w Otwocku, organizującego wywózki Polaków na roboty przymusowe do Niemiec. Przeprowadzona w Warszawie 13 kwietnia 1943[33].
- Akcja Krüger – zamach na Wyższego Dowódcę SS i Policji w Generalnym Gubernatorstwie, SS-Obergruppenführera Friedricha Wilhelma Krügera, przeprowadzony w Krakowie (20 kwietnia 1943). Krüger przeżył zamach, prawdopodobnie odnosząc jedynie niewielkie obrażenia. Akcję przeprowadzili wspólnie żołnierze zespołów warszawskiego i krakowskiego[34].
- zamach bombowy na Dworcu Głównym we Wrocławiu (23 kwietnia 1943). Podłożona przez żołnierzy „Zagra-Linu” bomba wybuchła w momencie, gdy przy peronie zatrzymał się pociąg z urlopowanymi żołnierzami Wehrmachtu. Według polskich źródeł zginęło czterech żołnierzy, a kilkunastu odniosło obrażenia[35][36]. Niemcy przyznali się jedynie do czterech ciężko rannych i kilkunastu lekko rannych[37].
- wysadzenie pociągu z amunicją i sprzętem wojskowym pod Rygą (12 maja 1943). Akcję przeprowadzili żołnierze „Zagra-Linu”[38].
- wysadzenie pociągu z ładunkiem żywności i paszy na linii Bydgoszcz–Gdańsk (24 maja 1943). Akcję przeprowadzili żołnierze „Zagra-Linu”[39].
- zamach na funkcjonariusza Gestapo, Karola Schulza, przeprowadzony w Warszawie w maju 1943 roku. Akcja zakończyła się niepowodzeniem, gdyż Schulz został jedynie ranny[40].
- wysadzenie trzech niemieckich pociągów na Litwie i dwóch kolejnych na Łotwie (czerwiec–lipiec 1943). Ataki przeprowadzili żołnierze „Zagra-Linu”[41].
- zamach na restaurację w Rydze, mającą status Nur für Deutsche (początek lipca 1943). W lokalu obrzuconym granatami przez żołnierzy „Zagra-Linu” zginęło lub odniosło rany do 100 Niemców[42].

W 1943 roku „Zagra-Lin” planował wysadzenie pociągu specjalnego Adolfa Hitlera, który miał przejeżdżać przez Bydgoszcz. Pod torami, w odległości około 8 kilometrów od miasta, podłożono ładunki wybuchowe. Ostatecznie zamach nie doszedł do skutku, gdyż pociąg nie pojawił się na spodziewanej trasie przejazdu.
W przeciwieństwie do Związku Odwetu, który celem zapobieżenia odwetowym represjom wobec ludności cywilnej często przypisywał swoje akcje komunistom lub innym organizacjom podziemnym, „Osa”-„Kosa 30” na rozkaz Komendanta Głównego AK działała otwarcie pod szyldem Polskiego Państwa Podziemnego.

## Rozbicie oddziału

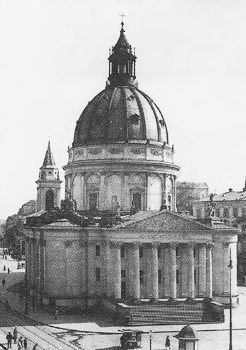
Kościół św. Aleksandra w Warszawie (wygląd przedwojenny), miejsce aresztowania żołnierzy oddziału

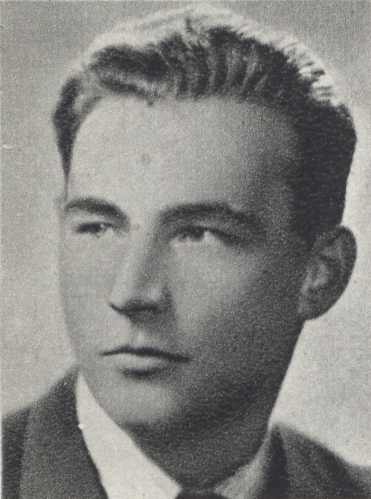
Mieczysław Uniejewski ps. „Marynarz”

W sobotę 5 czerwca 1943 roku Gestapo niespodziewanie otoczyło kościół św. Aleksandra na pl. Trzech Krzyży w Warszawie, w którym odbywał się ślub por. Mieczysława Uniejewskiego ps. „Marynarz”, dowódcy jednego z patroli warszawskiego zespołu „Osy”-„Kosy 30”, z siostrą żołnierza tego oddziału, Teofilą Suchanek (córką artysty malarza Antoniego Suchanka). Niemcy zatrzymali niemal wszystkie przebywające w kościele osoby, w tym blisko 25 żołnierzy oddziału, którzy wbrew wszelkim zasadom konspiracji tak dużą grupą wzięli udział w uroczystości. W gronie aresztowanych znaleźli się m.in. por. Jan Papieski vel Papis ps. „Jerzy” (I zastępca komendanta), Aleksandra Sokal ps. „Władka” (łączniczka sztabu) oraz Andrzej Jankowski ps. „Jędrek” i Tadeusz Battek ps. „Góral” (żołnierze ośrodka krakowskiego, uczestnicy zamachu na SS-Obergruppenführera Krügera). Z zachowanego niemieckiego raportu wynika, że akcja nie miała przypadkowego charakteru, gdyż już wcześniej Gestapo uzyskało informację, że tego dnia w kościele św. Aleksandra odbędzie się ślub z udziałem ważnych osobistości polskiej konspiracji. Raport ten wskazuje ponadto, że celem Niemców było nie tyle zlikwidowanie „Osy”-„Kosy 30”, co schwytanie osób odpowiedzialnych za zamachy na Krügera i berliński dworzec.
89 zatrzymanych osób przewieziono na Pawiak, gdzie po szybkiej selekcji zwolniono 33 osoby (głównie starców i matki z małymi dziećmi). Kolejną, o wiele bardziej szczegółową selekcję przeprowadzono kilka dni później. Leon Wanat – więzień i kronikarz Pawiaka – wspominał, że niektórych więźniów aresztowanych w kościele św. Aleksandra wyprowadzono wówczas na więzienne podwórze, podczas gdy mężczyzna ukryty w pokoju przesłuchań wskazywał Niemcom osoby powiązane z Podziemiem. Wspomniany niemiecki raport informuje, że był on związany z zatrzymanymi i został potajemnie dowieziony na Pawiak, gdzie podczas konfrontacji rozpoznał trzy osoby: Mieczysława Uniejewskiego, Aleksandrę Sokal i Krystynę Milli. W trakcie dalszego śledztwa, m.in. na podstawie przesłuchań oraz zapisów z notesu Krystyny Milli, zidentyfikowano innych żołnierzy „Osy”-„Kosy 30”. Większość z nich wkrótce rozstrzelano. Pozostałych deportowano do obozów koncentracyjnych lub ślad po nich zaginął.
„Wsypa” w kościele św. Aleksandra oznaczała rozbicie warszawskiego zespołu „Osy”-„Kosy 30”. Porucznik Mieczysław Kudelski ps. „Wiktor” podjął jednak próbę jego odtworzenia w oparciu o żołnierzy, którym udało się uniknąć aresztowania. 12 lipca 1943 roku „Wiktor” umówił się na rozmowę z jednym z nich, Stanisławem Jasterem ps. „Hel”. Do spotkania doszło około godz. 18:00 nieopodal skrzyżowania ulic Nowogrodzkiej i Kruczej. W pewnym momencie do rozmawiających „Wiktora” i „Hela” podjechał niemiecki samochód policyjny. Obaj żołnierze zostali wciągnięci do pojazdu, który natychmiast odjechał w kierunku siedziby Gestapo w al. Szucha. Niedługo później „Wiktor” zginął zamęczony na Szucha.
W obliczu dekonspiracji i rozbicia oddziału dowództwo AK podjęło decyzję o jego rozwiązaniu, co nastąpiło pod koniec lipca 1943 roku. Dziesięciu ocalałych żołnierzy wcielono do oddziału „Motor 30”, do zespołu bojowego por. „Poli”. Wzięli oni udział w akcji „Góral”, później część z nich przerzucono do oddziałów partyzanckich.
Większość zadań rozwiązanej jednostki przejął nowo utworzony oddział „Agat”. Bazując m.in. na doświadczeniach z działalności „Osy”-„Kosy 30” dowództwo AK zdecydowało, że zostanie on zorganizowany na bazie młodzieży harcerskiej, służącej dotąd w szeregach Warszawskich Grup Szturmowych. Spośród byłych żołnierzy „Osy”-„Kosy 30” do „Agatu” przydzielono jedynie szefa komórki wywiadowczej ppor. Aleksandra Kunickiego ps. „Rayski”, jego łączniczkę Irenę Klimesz ps. „Bogna” oraz wywiadowcę Ludwika Żurka ps. „Żak”.

### Sprawa Stanisława Jastera

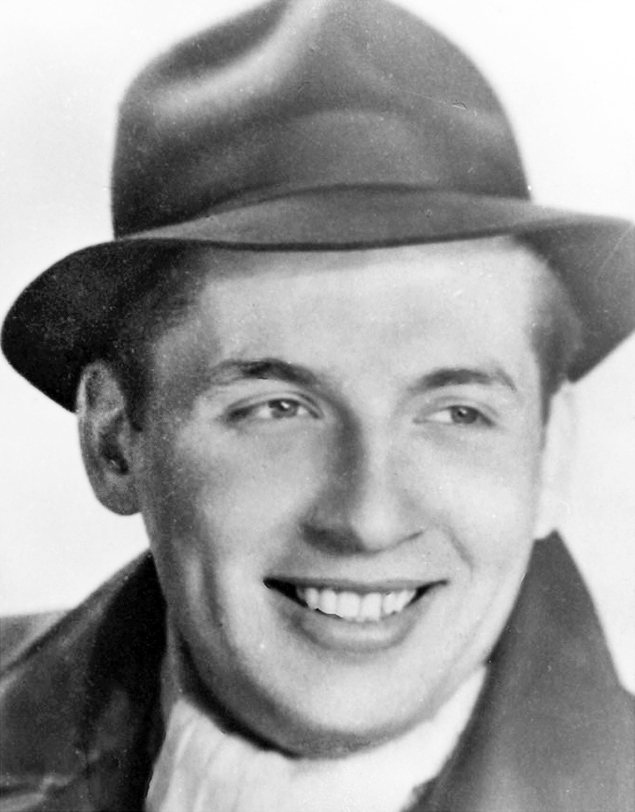
Stanisław Gustaw Jaster ps. „Hel”

Po wojnie sprawa rozbicia oddziału była przedmiotem badań historyków oraz dochodzeń ze strony środowiska kombatanckiego. W swych wydanych w 1968 roku wspomnieniach Aleksander Kunicki odpowiedzialnością za dekonspirację „Osy”-„Kosy 30” obarczył uciekiniera z Auschwitz-Birkenau i żołnierza tego oddziału, Stanisława Jastera ps. „Hel”. Twierdził on, powołując się na rzekome ustalenia ze śledztwa przeprowadzonego przez kontrwywiad AK, że ucieczka Jastera z obozu została sfingowana przez Niemców celem uwiarygodnienia go w kręgach podziemnych. „Hel” miał później wydać Niemcom uczestników ślubu w kościele św. Aleksandra, identyfikować zatrzymanych na Pawiaku, a wreszcie zastawić pułapkę na por. „Wiktora”. Po aresztowaniu tego ostatniego Gestapo miało upozorować ucieczkę Jastera z samochodu policyjnego; został on jednak rzekomo zdemaskowany przez kontrwywiad i stracony z wyroku Polski Podziemnej. Analogiczna informacja znalazła się w wydanych w 1969 roku wspomnieniach ppłk. Emila Kumora ps. „Krzyś”, szefa wydziału specjalnego sztabu KG AK.
Oskarżenia Kunickiego i Kumora zapoczątkowały wieloletnią i emocjonalną debatę, gdyż zdaniem wielu historyków i kombatantów Jaster był niewinny, a jego śmierć była rezultatem tragicznej pomyłki. Na podstawie aktualnego stanu badań (2016), w szczególności dostępnych źródeł archiwalnych, można z dużą dozą prawdopodobieństwa założyć, że oskarżenia wobec Stanisława Jastera nie mają pokrycia w rzeczywistości. Tym samym kwestia tożsamości konfidenta, który umożliwił Niemcom rozbicie oddziału, wciąż nie została ostatecznie wyjaśniona.
Tomasz Strzembosz w swej monografii Oddziały szturmowe konspiracyjnej Warszawy wskazywał, że „dużą winą za tragedię żołnierzy »Kosy« można obciążyć jej kierownictwo, które nie zapobiegło masowemu udziałowi członków oddziału w ceremonii ślubnej, oraz komórkę kontrwywiadu, która nie wykryła delatora”.